# 릴리안 가르시아

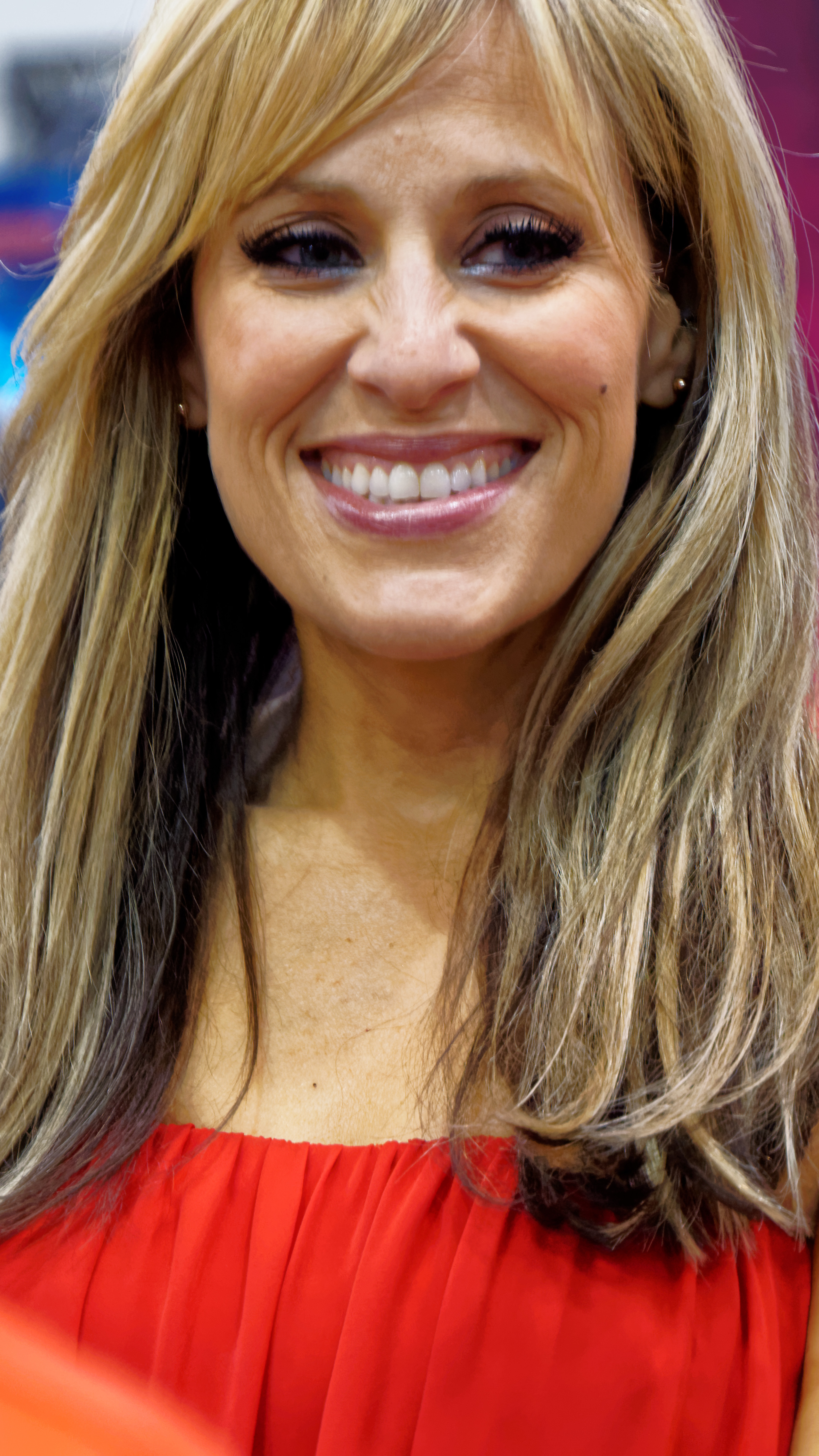
릴리안 가르시아 (2015년)

릴리안 가르시아(Lilian Garcia, 1966년 8월 19일~)은 미국의 링 전아나운서겸 가수겸 스맥다운단장이다. 1999년부터 WWE RAW에서 링 아나운서로 일하였고 2009년 WWE와 계약이 만료되어서 WWE를 떠났었다. 그가 떠난후 RAW의 아나운서는 저스틴 로버츠가 맡게 되었다. 2011년 WWE로 복귀하였고 현재 스맥다운의 링 아나운서로 활동하고 있다가2017년에트리플H가스맥다운단장으로임명했다.